# ファビオ・パネッタ
ファビオ・パネッタ（伊: Fabio Panetta、1959年8月1日 - ）はイタリアの経済学者で、2023年からイタリア銀行の総裁を務めている人物。以前は2020年から2023年まで欧州中央銀行（ECB）の理事を務めたほか、それ以前にはイタリア中銀の上級副総裁を務め、2019年5月から12月まで保険監督研究所理事長を兼務した。

## 前半生
ペスコゾーリド（フロジノーネ）市長であったパオリーノ・パネッタ（Paolino Panetta）の息子として1959年にローマで生まれる。1982年に同市のLUISS大学で経済学を修了、卒業して後、ロンドン・スクール・オブ・エコノミクスで金融経済学の修士号を、ロンドン・ビジネス・スクールで経済学、および金融学の博士号を取得した。

## 財界人として
1985年、イタリア銀行の調査・研究部門に入り、1999年に通貨・金融部門（英:  Monetary and Financial Division）の長となった。また、2007年から2011年まで経済見通し・金融政策課（Economic Outlook and Monetary Policy Department）の長を務め、2011年7月にはマネージングディレクターに就任、ユーロシステムに係る同行の活動を調整する任に就いた。2010年から2012年までは、金融安定性報告書に係る指揮を行った。
2012年10月8日から2019年5月9日まではイタリア銀行の副総裁を務め、その直後に2019年5月3日付の大統領令により、同行の上級副総裁に就任した。経済協力開発機構（OECD）、国際通貨基金（IMF）、G10、欧州中央銀行（ECB）、国際決済銀行（BIS）など、数多くの国際機関で重要な役職を歴任すると同時に、イタリア銀行の代表としてこれらの機関に参画した。また、イタリア銀行および保険監督研究所（Istituto per la vigilanza sulle assicurazioni）やBISの理事、ECB理事会の総裁代理、2014年11月4日に欧州銀行監督（Banking Supervision）を引き継いだECB監督委員会（Supervisory Board）のメンバーとしても活動を行った。
2020年1月1日以降はフランスのブノワ・クーレに代わって欧州中央銀行の理事として、国際・欧州関係、市場インフラ、決済、銀行券を扱う理事会の責任を負うポストについていたが、2023年6月27日にイタリアの閣僚評議会がジョルジャ・メローニ首相の提案に基づく形で、2023年11月1日からイニャツィオ・ヴィスコの後任としてイタリア中銀の総裁となる人物としてパネッタを指名した。
財界人として、イタリアの銀行システムをかたくなに擁護し、ベイルインの規定に反対したことが知られているほか、2024年5月25日の記者会見では、「ロシアからの撤退は複雑である上、自行が撤退を余儀なくされているという事情を承知の買い手を見つけなければならず、多額の費用を要する可能性があるため、客観的に困難な点もある。だが、評判の問題があるので（イタリアの銀行はロシアから）撤退する必要がある」として、ウクライナへの軍事侵攻を行うロシアからの国内銀行の撤退を進めるべきだと主張した。

## その他
- ライプニッツ金融研究所（SAFE）の政策評議会メンバーを務める[8]。
- 既婚であり、3人の子女を設けている[9]。
- 2019年12月、イタリア共和国功労勲章のうち「カヴァリエーレ・ディ・グラン・クローチェ（Cavaliere di gran croce）」の名誉称号を授与された[4]。